# Kopal

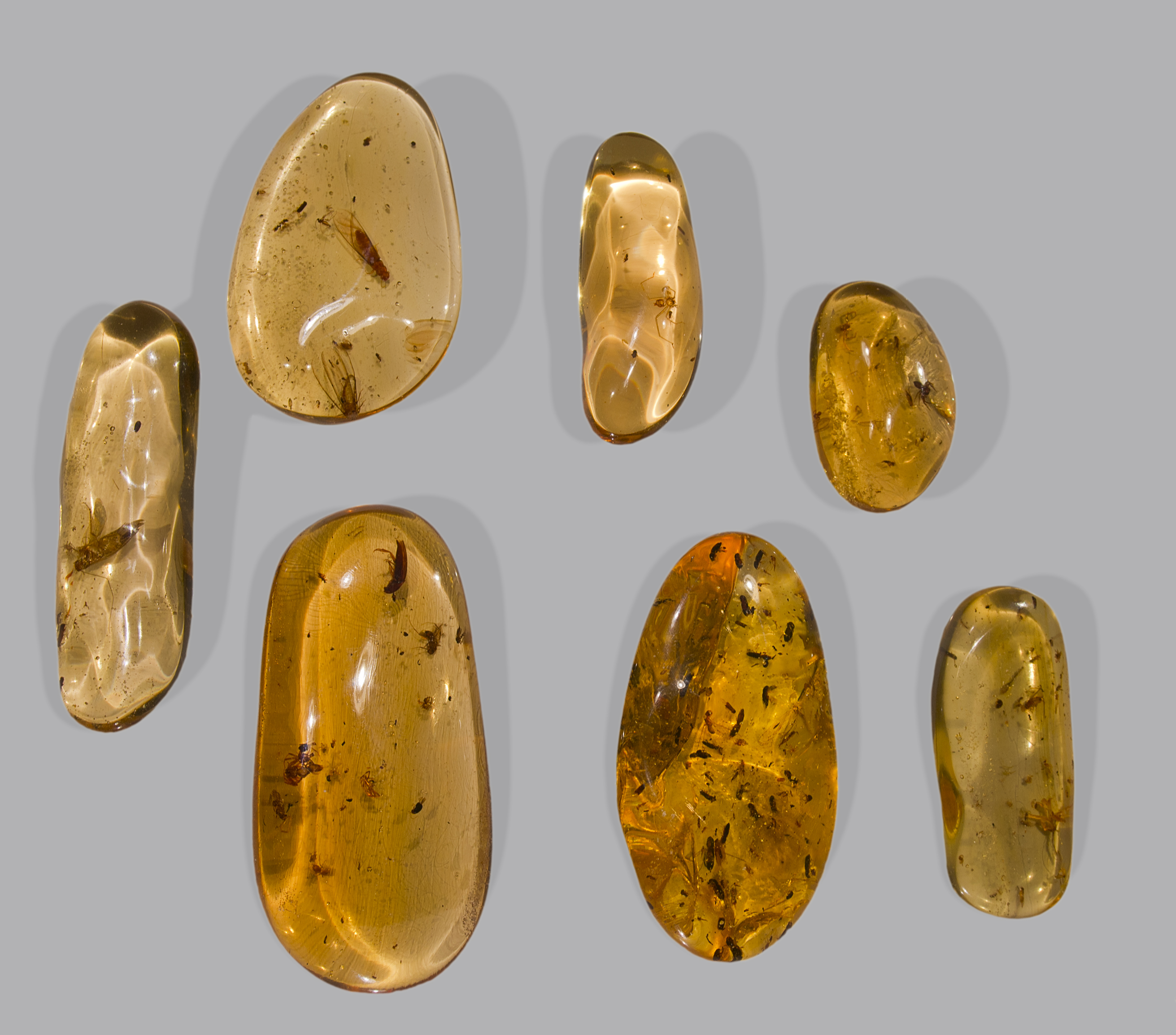
Kopal

Kopal är ett fossilt harts från olika växter som förr användes till fernissor och lacker och har utvunnits på olika platser i Sydamerika och Afrika, till exempel på Zanzibar. Det har vissa likheter med bärnsten, men är för sprött för att kunna bearbetas mekaniskt.
Viktigast är kauri- och manilakopal, som erhålls från barrträd från Nya Zeeland och Sydostasien övärld, samt kongokopal som erhålls från afrikanska träd av ärtväxternas familj. 